# Owener Rocknacht
Die Owener Rocknacht war ein Musikfestival, das zwischen 1988 und 2006 jährlich vom Christlichen Verein junger Menschen Owen-Teck in der Teckhalle in Owen veranstaltet wurde. Bei den ersten vier Festivals nahmen fast nur Bands aus Deutschland am Festival teil. Ab 1992 war das Line-Up allerdings bunt gemischt; neben Bands aus Deutschland traten Bands vor allem aus den USA und Großbritannien, aber auch aus anderen europäischen Ländern als Headliner auf.
Bekannt ist die Owener Rocknacht unter anderem auch für ihre aufwändige Sound- und Lightshow.
1995 und 2002 wurden die Auftritte der Gothic-Metal-Band Saviour Machine aufgezeichnet und auf DVD bzw. VHS veröffentlicht (Saviour Machine – Live in Deutschland sowie Saviour Machine – Live in Deutschland 2002). 
Die letzte Rocknacht fand 2006 statt. Bis auf Weiteres sind keine weiteren Konzerte mehr geplant. 